# Vriesea appariciana
Vriesea appariciana là một loài thuộc chi Vriesea. Đây là loài đặc hữu của Brasil.